# 阿尔扎诺伦巴多
阿尔扎诺伦巴多（義大利語：Alzano Lombardo），是意大利贝加莫省的一个市镇。总面积13.43平方公里，人口13558人，人口密度1009.5人/平方公里（2009年）。国家统计（ISTAT）代码为016008。